# Sienno (Mazovië)
Sienno is een dorp in het Poolse woiwodschap Mazovië, in het district Lipski. De plaats maakt deel uit van de gemeente Sienno en telt 1000 inwoners.